# Зозуля, Андрей Станиславович
Андрей Станиславович Зозуля (10 октября 1972, Чернышевка Зерноградского района Ростовской области — 18 апреля 1995, с. Бамут, Чечня) — советский и российский военнослужащий, лейтенант. Герой России (посмертно), заместитель командира группы по специальной подготовке войсковой части 3719 отряда специального назначения «Росич» 100-й дивизии оперативного назначения Северо-Кавказского округа Внутренних Войск МВД России.

## Биография
Родился в семье Станислава Лаврентьевича и Любови Васильевны Зозуля (мать пятерых детей, Мать-Героиня). Окончил Конзаводскую среднюю школу № 9 Зерноградского района, выпускник Владикавказского Высшего Военного Командного Краснознаменного училища им. С. М. Кирова. Принимал участие в боевых действиях в Нагорном Карабахе и первой Чеченской войне. За мужество и самоотверженность, проявленные в ходе боевых действий зимой 1995 года, награждён орденом Мужества. Принимал участие в 73 боевых спецоперациях.
В апреле 1995 года принял участие в операции по уничтожению бандформирований в районе села Бамут. 18 апреля при штурме горы Лысая отряд «РОСИЧ» вступил в бой с превосходящими силами боевиков. Будучи тяжело раненным, А. С. Зозуля не вышел из боя, организовал и обеспечил прикрытие для эвакуации и отхода раненных солдат.
20 июля 1996 года указом Президента Российской Федерации № 1065 лейтенанту Андрею Станиславовичу Зозуля посмертно присвоено звание Героя Российской Федерации. 
Вместе с ним за мужество и героизм, проявленные в бою у села Бамут 18 апреля 1995 года, звание Героя Российской Федерации (посмертно) присвоено Немыткину М. Ю., Терёшкину О. В., Кадырбулатову Р. В., Цымановскому В. В.

## Память
- 22 августа 1997 года Приказом № 544 министра внутренних дел России лейтенант Зозуля А. С. навечно зачислен в списки отряда специального назначения «РОСИЧ».
- 18 апреля 1999 г. усилиями выпускников школы и Совета ветеранов ВОВ Зерноградского района во главе с председателем Забегайловым Г. И. на здании КСШ № 9 открыта мемориальная доска памяти ученика школы Героя Российской Федерации Зозули А. С.
- Главой Администрации Зерноградского района Кучеровым В.И Постановлением № 600 от 29.09.2010 года принято решение о присвоении МОУКСОШ № 9 имени Героя России Зозуля Андрея Станиславовича.
- Его именем названа улица, на которой он жил.